# QN Quotidiano Nazionale
QN Quotidiano Nazionale è il marchio che identifica un consorzio di quattro testate giornalistiche quotidiane che fa capo a Monrif Group S.p.A.

## Gruppo
Raggruppa quattro storici quotidiani italiani:
- il Resto del Carlino, edito a Bologna e primo quotidiano in Emilia-Romagna, presente anche nelle Marche e nella provincia di Rovigo;
- La Nazione, edito a Firenze e primo quotidiano in Toscana, radicato anche in Umbria e nella Provincia della Spezia;
- Il Giorno, edito a Milano e uno dei principali quotidiani della Lombardia.
- Il Telegrafo, storico quotidiano di Livorno, ora attivo come giornale online.

Si tratta di uno dei primi casi di glocalizzazione editoriale in Italia: le tre redazioni delle pagine nazionali sono state unite dando vita a un'edizione nazionale unica; le tre redazioni regionali curano esclusivamente le notizie e i commenti relativi alle rispettive zone di diffusione. Il punto di forza è il radicamento territoriale delle tre testate, tant'è che i tre giornali escono ciascuno con la propria testata, anche se le pagine nazionali sono in comune.

## Storia
- Andrea Cangini (ottobre 2014 - gennaio 2018)
- Paolo Giacomin (gennaio 2018 - marzo 2019)[4]
- ... (marzo-novembre 2019)
- Michele Brambilla (novembre 2019 - giugno 2022)

L'unificazione delle redazioni nazionali è stata effettuata nel 1997. Per la prima volta i tre quotidiani uscirono con un Fascicolo nazionale unico, diretto da Mauro Tedeschini (1997-1999).
Nel 1999 fu registrata la testata autonoma QN - Quotidiano Nazionale. Il lancio della nuova iniziativa fu affidato alla responsabilità di un giornalista esperto come Vittorio Feltri. Non si trattava più di un fascicolo ma di un vero e proprio giornale, distribuito insieme alle tre testate nelle rispettive regioni, con la formula del "panino". Feltri assunse l'incarico il 1º agosto. Gli succedette Italo Cucci a fine febbraio 2000.
Nei primi anni Duemila il processo si è concluso con la fusione del Quotidiano Nazionale (tranne lo sport) con le tre testate del gruppo. Il Resto del Carlino, La Nazione e Il Giorno sono diventati identici, cambiando solo la testata. L'edizione locale è in un fascicolo interno. Il rapporto tra edizione locale ed edizione nazionale è ribaltato.
Dal momento che la testata nazionale è realizzata prevalentemente a Bologna, il direttore responsabile del Resto del Carlino è anche il direttore del network. Dalla metà degli anni Duemila, accanto alla testata dei tre quotidiani del network appare l'acronimo «QN». Nel 2005 sono state unificate anche le pagine sportive. Inizialmente è stata creata una testata autonoma (com'era stato fatto per il fascicolo nazionale). Il 19 aprile 2005 è uscito «QS Quotidiano Sportivo».
L'anno seguente il fascicolo sportivo ha preso il nome di QS Sport; da allora esce come dorso, con una propria prima pagina, insieme ai tre quotidiani.
Dal gennaio 2001 all'aprile 2008 Giancarlo Mazzuca è stato direttore editoriale del consorzio dei tre quotidiani
Dal 1º dicembre 2014 al 28 febbraio 2018 ha rivestito la stessa carica Bruno Vespa. 
L'8 luglio 2017 l'edizione livornese della Nazione viene trasformata nel nuovo quotidiano Il Telegrafo, erede della storica testata livornese. Il 1º luglio 2019 Il Telegrafo cessa le pubblicazioni cartacee, mantenendo attiva l'edizione online.
Dal 15 ottobre 2019 i tre quotidiani del gruppo escono con una nuova veste grafica. Contestualmente viene chiusa la testata «Quotidiano Sportivo (QS)». Da allora lo sport è inserito nel dorso locale. Contiene sia le notizie internazionali che quelle del territorio di riferimento e mantiene una propria numerazione delle pagine. Dal 2019 al 2022 il direttore del network è stato Michele Brambilla. Dal 1º luglio 2022 il consorzio di testate giornalistiche è diretto da Agnese Pini.

## Supplementi
Tra marzo e aprile 2016 sono stati varati due nuovi supplementi:
- «Economia e Lavoro» (dal 2 marzo). Il settimanale economico, di 32 pagine, esce ogni lunedì[13]. Dal luglio 2022 è diretto da Sandro Neri[14]
- «Il Piacere della lettura», settimanale di cultura e attualità librerie; esce ogni sabato dal 23 aprile.

## Dati e cifre
Diffusione e lettorato
«QN - Quotidiano Nazionale» ha avuto nel novembre 2018 una media di 201 477 copie vendute al giorno (dati Accertamenti diffusione stampa). I dati Audipress mostrano che nel 2016 il network ha avuto 1.965.000 lettori, posizionandosi come secondo quotidiano cartaceo più letto in Italia.
Audience online
Il Quotidiano Nazionale ha una versione online, Quotidiano.net, che nel 2011 è risultata il quinto sito italiano d'informazione generalista.